# Abbaye de Battle
L'abbaye de Battle, ou abbaye Saint-Martin, est un complexe abbatial partiellement en ruine dans la petite ville de Battle (Sussex de l'Est), en Angleterre. Son nom fait référence à la bataille d'Hastings, en 1066.

## Histoire
En 1070, le pape Alexandre II ordonna aux Normands de faire pénitence pour avoir tué tant de gens en conquérant l'Angleterre. Aussi Guillaume le Conquérant s'engagea-t-il à construire une abbaye — monument qu'il évoque sous les termes de Mea Abbatia — là où la bataille d'Hastings avait eu lieu, avec le maître-autel de son église à l'endroit même où le roi Harold était tombé le samedi 14 octobre 1066. Il commença la construction et la nomma « Battle Abbey », mais il mourut avant la fin des travaux. Son église fut achevée vers 1094 et consacrée sous le règne de son fils Guillaume II, dit le Roux. Elle fut remaniée à la fin du XIIIe siècle, mais pratiquement détruite lors de la dissolution des monastères sous le règne du roi Henri VIII.

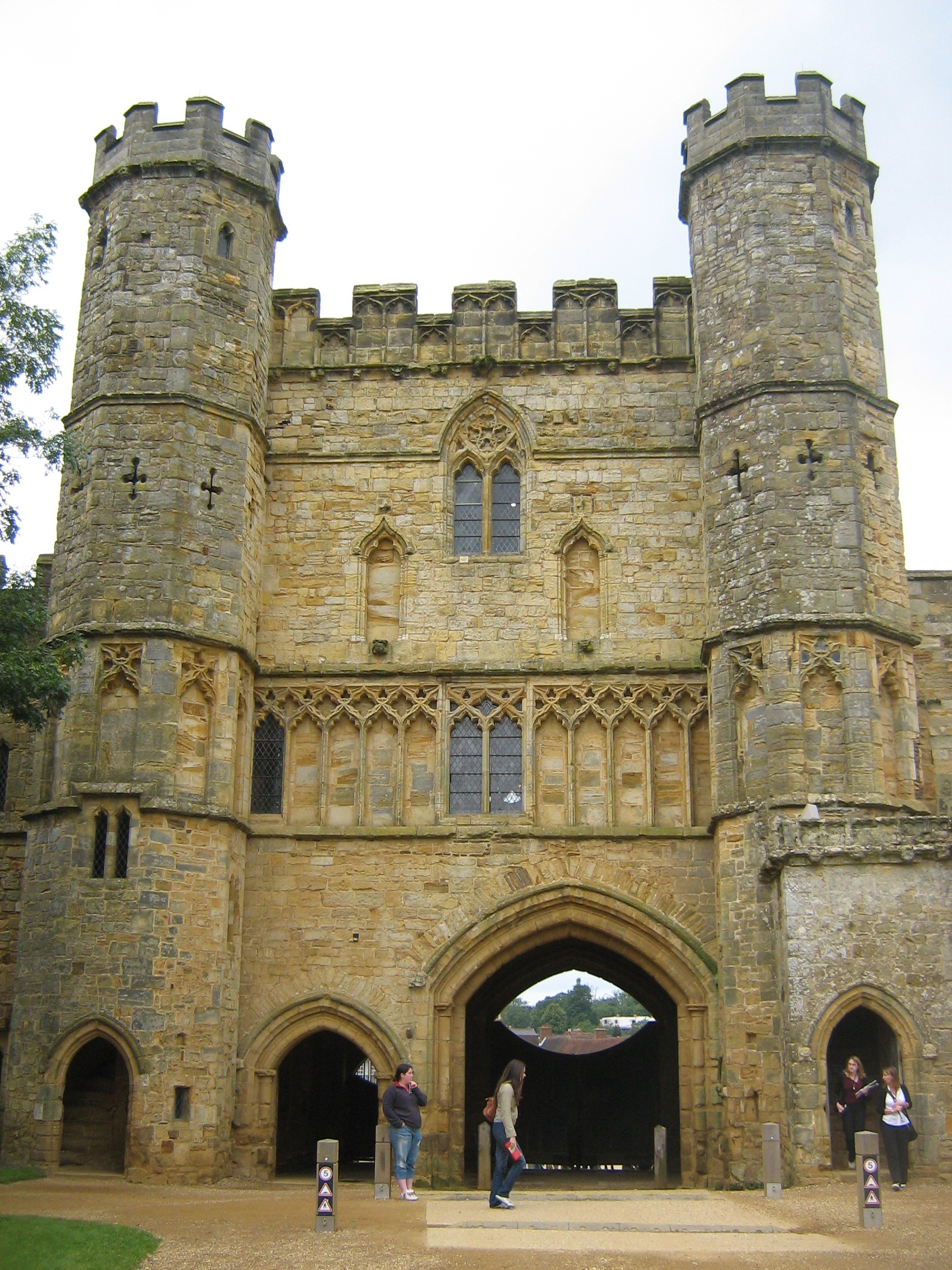
Le porche

Après cette dissolution, une partie de Battle Abbey devint une résidence privée, tandis que d'autres parties des bâtiments monastiques étaient saccagées pour fournir des matériaux de construction. L'abbaye de Battle fut achetée en 1719 par Sir Thomas Webster, membre du Parlement et baronnet (1677-1751) ; il fut créé baronnet en 1703 et le titre s'éteignit en 1923. Il avait épousé une riche héritière, Jane Cheek, petite-fille d'un marchand, Henry Whistler, qui recueillit l'important héritage de son père en 1719. Il fut remplacé par son fils, Sir Whistler Webster, 2e baronnet, mort en 1779 en laissant une veuve, mais pas d'enfants ; son frère lui succéda. 
L'abbaye resta dans la famille Webster jusqu'en 1858, quand elle fut vendue à Lord Harry Vane, futur duc de Cleveland. À la mort de la duchesse de Cleveland, en 1901, elle fut rachetée par Sir Augustus Webster, 7e baronnet. Le lieu servait d'internat pour filles quand les troupes canadiennes y furent stationnées pendant la Seconde Guerre mondiale. Les descendants de Sir Augustus Webster, 8e et dernier baronnet (mort en 1923), vendirent finalement l'abbaye de Battle au gouvernement en 1976 et elle est maintenant sous la protection d'English Heritage. Elle est aussi monument classé de Grade I.
Tout ce qui reste aujourd'hui de l'église abbatiale elle-même, c'est son tracé sur le terrain, mais certaines parties des bâtiments de l'abbaye sont encore debout : ceux qui ont été construits entre les XIIIe et XVIe siècles. Ils sont utilisés à l'heure actuelle par une école privée connue sous le nom de Battle Abbey School. 

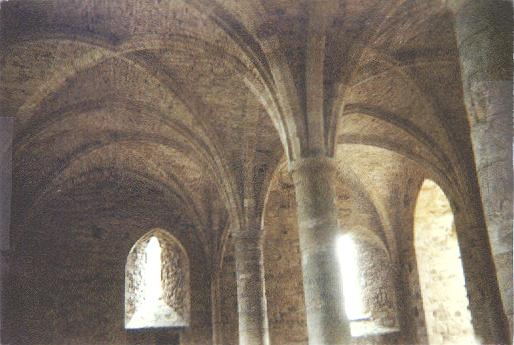
L'ancien dortoir des novices

Les visiteurs ne sont généralement pas admis dans l'abbaye elle-même. Toutefois, en été, pendant les vacances scolaires, l'accès à la salle des abbés est souvent autorisé. 
L'église du maître-autel était, dit-on, située là où Harold était mort. Cet endroit est aujourd'hui signalé par une plaque sur le sol, et à proximité est un monument érigé à Harold par la population de Normandie en 1903. Les ruines de l'abbaye, avec le champ de bataille voisin, sont une attraction touristique populaire (avec la reconstitution de la bataille d'Hastings (en) par exemple).

## Liste des abbés
- Henri, moine du Bec